# 蘭斯·菲利斯
蘭斯·菲利斯（英語：Rhenzy Feliz，1997年10月26日—）是美國男演員，因在Hulu原創系列《離家童盟》飾演艾力克斯·威爾德而聞名。

## 簡介
菲利斯出生於美國布朗克斯，來自單親家庭。他擁有多米尼加血統。據說他小學時就讀過八所不同的學校，蘭斯指出「因為媽媽討厭感冒而不想讓我在這樣的環境中長大，所以搬到了佛羅里達州。我們並沒有在佛羅里達州找到一個令人驚嘆的地方，但它比布朗克斯更好。因為她，我的童年非常好」。“在他的母親再婚後，他們搬到洛杉磯並開始在聖莫尼卡高中上學，他對戲劇開始感興趣以此主修。2016年8月他和他的團隊在威爾遜獨白比賽和音樂中心的聚光燈計劃中入圍，並獲得了認可。
2017年費利斯在漫威《離家童盟》中獲得了令人垂涎的角色艾力克斯·威爾德。他在《凱文（可能）拯救世界》客串演出「 一個年輕人離開家去尋找冒險」
。
自2018年初以來，菲利斯一直在和伊莎貝拉·戈梅茲約會。

## 作品

### 電影
| 年份 | 片名             | 角色          | 註   |
| ---- | ---------------- | ------------- | ---- |
| 2020 | All Together Now | Ty            |      |
| 2021 | 魔法滿屋         | 卡米洛·馬瑞格 | 配音 |
| 2021 | 柔情酒吧         | 衛斯理        |      |

### 影集
| 年份         | 片名                             | 角色            | 註                     |
| ------------ | -------------------------------- | --------------- | ---------------------- |
| 2016         | Casual                           | Spencer         | 10 episodes            |
| 2017         | 少狼                             | Aaron           | 5 episodes             |
| 2017–present | 離家童盟                         | 艾力克斯·威爾德 | 主演                   |
| 2018         | Kevin (Probably) Saves the World | Marc            | Episode: "Old Friends" |
| 2021         | 美國恐怖故事集                   | 查德            | 第3集，單元：汽車戲院  |
| 2024         | 企鵝人                           | 維克多.阿吉拉爾 | 主演                   |

## 外部連結
- 蘭斯·菲利斯在互联网电影资料库（IMDb）上的資料（英文）